# Florian Kraus
Florian Kraus (* 26. Februar 1977 in Passau) ist ein deutscher Chemiker und Hochschullehrer an der Philipps-Universität Marburg.

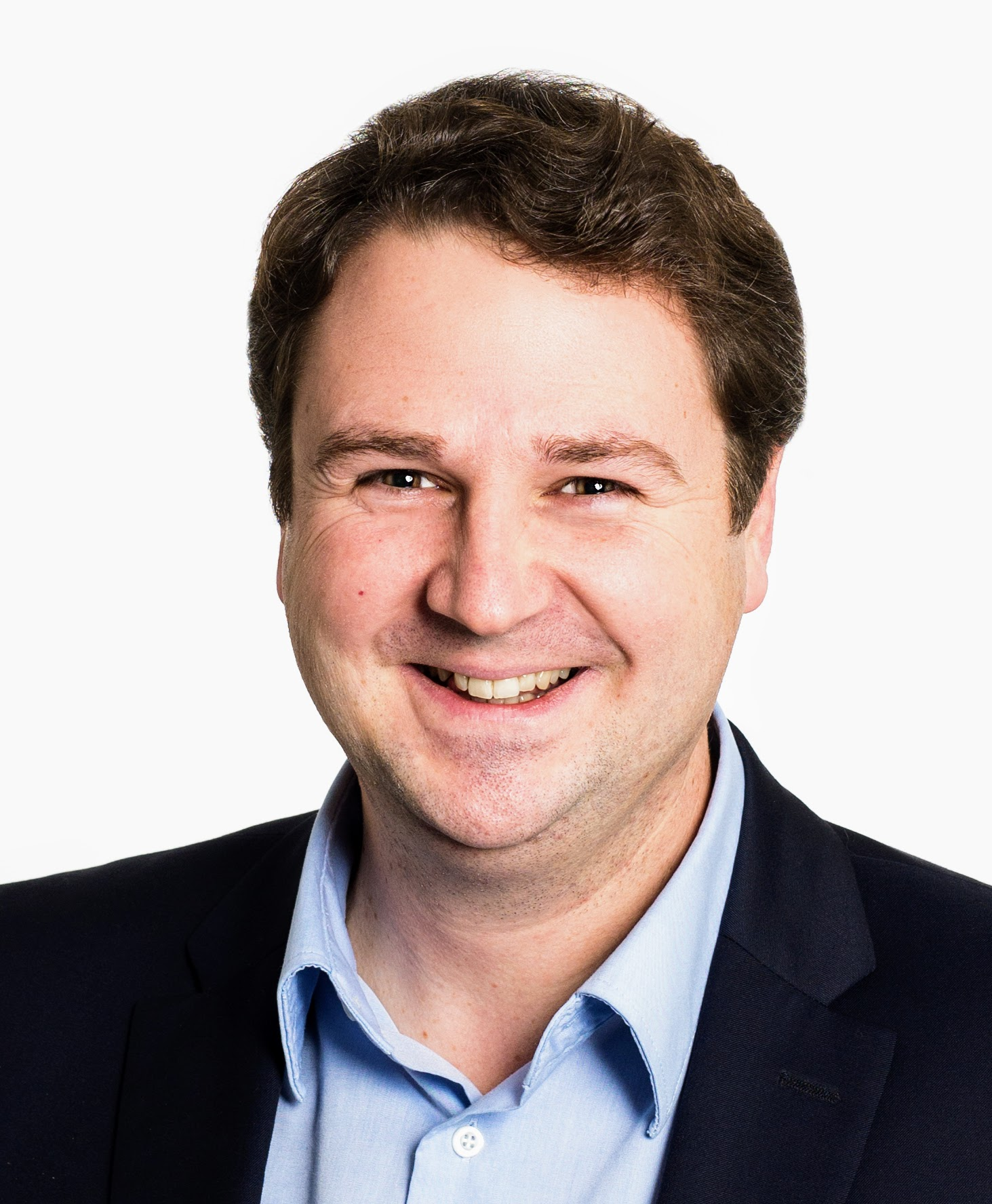
Florian Kraus (2017)

## Leben
Kraus besuchte das Johannes-Gutenberg-Gymnasium in Waldkirchen, studierte zwischen 1998 und 2003 an der Universität Regensburg und der University of California, San Diego und promovierte 2005 bei Nikolaus Korber und Barbara Albert zum Dr. rer. nat. über Polyphosphide und Hydroclosoborate. Die Habilitation für das Fach Anorganische Chemie erlangte er 2011 an der Technischen Universität München unter dem Mentorat von Thomas Fässler, Wolfgang Schnick und Bernhard Rieger.
2014 wechselte er als Heisenberg-Professor auf den Lehrstuhl für Anorganische Chemie mit Ausrichtung Fluorchemie an die Philipps-Universität Marburg.

## Forschung
Kraus befasst sich mit der Grundlagenforschung in der anorganischen Festkörperchemie, insbesondere mit der Strukturchemie von Nichtmetall- und Metallfluoriden, zum Beispiel denen des Berylliums und des Urans. Sein Forschungsschwerpunkt ist die Entdeckung neuer Fluoride und die Untersuchung ihrer Reaktionen in nichtwässrigen Lösungsmitteln wie Fluorwasserstoff, Ammoniak, Cyanwasserstoff, Schwefeldioxid und den Halogenfluoriden wie beispielsweise Chlortrifluorid oder Bromtrifluorid.
Gemeinsam mit Jörn Schmedt auf der Günne gelang es erstmals eindeutig nachzuweisen, dass elementares Fluor auf der Erde, eingeschlossen in Stinkspat oder Villiaumit, vorkommt.

## Auszeichnungen
- Stipendiat der Studienstiftung des Deutschen Volkes
- Stipendiat des Fonds der Chemischen Industrie
- Liebig-Stipendiat des Fonds der Chemischen Industrie
- 2008: Preis für gute Lehre an Universitäten, Freistaat Bayern[3]
- 2012: Wöhler-BASF-Nachwuchspreis der Wöhlervereinigung für Anorganische Chemie[4]
- 2012: Hans-Fischer-Preis der TU München[5]
- 2012: Heisenberg-Stipendiat der Deutschen Forschungsgemeinschaft[6]
- 2013: Ernst Otto Fischer Lehrpreis der TU München[7]
- 2013: Hoechst Dozentenpreis der Aventis Foundation und des Fonds der Chemischen Industrie[8][9]
- 2016: Steinhofer-Vorlesung 2016, Albert-Ludwigs-Universität Freiburg
- 2018: Reinhardt Koselleck-Projekt der Deutschen Forschungsgemeinschaft[10]